# Lucky Isibor
Anthony Joseph Isibor – detto Lucky – (Benin City, 1º gennaio 1977 – Lagos, 24 giugno 2013) è stato un calciatore nigeriano, di ruolo centrocampista o attaccante.

## Carriera
Ha militato in squadre della massima serie nigeriana, slovena, cipriota, russa, sudcoreana e svizzera. Con la Dinamo Mosca ha preso parte anche a 3 partite di Coppa UEFA.